# Laurie Boschman
Laurie Joseph Boschman, född 4 juni 1960, är en kanadensisk före detta professionell ishockeyforward som tillbringade 14 säsonger i den nordamerikanska ishockeyligan National Hockey League (NHL), där han spelade för Toronto Maple Leafs, Edmonton Oilers, Winnipeg Jets, New Jersey Devils och Ottawa Senators. Han producerade 577 poäng (229 mål och 348 assists) samt drog på sig 2 263 utvisningsminuter på 1 009 grundspelsmatcher.
Boschman spelade också för Fife Flyers i British Hockey League (BHL); New Brunswick Hawks i American Hockey League (AHL) samt Brandon Wheat Kings i Western Canada Hockey League (WCHL)/Western Hockey League (WHL).
Han draftades av Toronto Maple Leafs i andra rundan i 1979 års draft som nionde spelare totalt.

## Statistik
| Källa:          | Källa:              | Källa:          |             | Grundserie  | Grundserie  | Grundserie  | Grundserie  | Grundserie  |             | Slutspel    | Slutspel    | Slutspel    | Slutspel    | Slutspel |
| Säsong          | Lag                 | Liga            | Matcher     | Mål         | Assist      | Poäng       | Utv         | Matcher     | Mål         | Assist      | Poäng       | Utv         |             |          |
| --------------- | ------------------- | --------------- | ----------- | ----------- | ----------- | ----------- | ----------- | ----------- | ----------- | ----------- | ----------- | ----------- | ----------- | -------- |
| 1975–1976       | Brandon Travellers  | MJHL            | 2           | 1           | 3           | 4           | 2           | —           | —           | —           | —           | —           |             |          |
| 1976–1977       | Brandon Travellers  | MJHL            | 47          | 17          | 40          | 57          | 139         | —           | —           | —           | —           | —           |             |          |
|                 | Brandon Wheat Kings | WCHL            | 3           | 0           | 1           | 1           | 0           | 12          | 1           | 1           | 2           | 17          |             |          |
| 1977–1978       | Brandon Wheat Kings | WCHL            | 72          | 42          | 57          | 99          | 227         | 8           | 2           | 5           | 7           | 45          |             |          |
| 1978–1979       | Brandon Wheat Kings | WHL             | 65          | 66          | 83          | 149         | 215         | 22          | 11          | 23          | 34          | 56          |             |          |
| 1979–1980       | Toronto Maple Leafs | NHL             | 80          | 16          | 32          | 48          | 78          | 3           | 1           | 1           | 2           | 18          |             |          |
| 1980–1981       | Toronto Maple Leafs | NHL             | 53          | 14          | 19          | 33          | 178         | 3           | 0           | 0           | 0           | 7           |             |          |
|                 | New Brunswick Hawks | AHL             | 4           | 4           | 1           | 5           | 47          | —           | —           | —           | —           | —           |             |          |
| 1981–1982       | Toronto Maple Leafs | NHL             | 54          | 9           | 19          | 28          | 150         | —           | —           | —           | —           | —           |             |          |
|                 | Edmonton Oilers     | NHL             | 11          | 2           | 3           | 5           | 37          | 3           | 0           | 1           | 1           | 4           |             |          |
| 1982–1983       | Edmonton Oilers     | NHL             | 62          | 8           | 12          | 20          | 183         | —           | —           | —           | —           | —           |             |          |
|                 | Winnipeg Jets       | NHL             | 12          | 3           | 5           | 8           | 36          | 3           | 0           | 1           | 1           | 12          |             |          |
| 1983–1984       | Winnipeg Jets       | NHL             | 61          | 28          | 46          | 74          | 234         | 3           | 0           | 1           | 1           | 5           |             |          |
| 1984–1985       | Winnipeg Jets       | NHL             | 80          | 32          | 44          | 76          | 180         | 8           | 2           | 1           | 3           | 21          |             |          |
| 1985–1986       | Winnipeg Jets       | NHL             | 77          | 27          | 42          | 69          | 241         | 3           | 0           | 1           | 1           | 6           |             |          |
| 1986–1987       | Winnipeg Jets       | NHL             | 80          | 17          | 24          | 41          | 152         | 10          | 2           | 3           | 5           | 32          |             |          |
| 1987–1988       | Winnipeg Jets       | NHL             | 80          | 25          | 23          | 48          | 229         | 5           | 1           | 3           | 4           | 9           |             |          |
| 1988–1989       | Winnipeg Jets       | NHL             | 70          | 10          | 26          | 36          | 163         | —           | —           | —           | —           | —           |             |          |
| 1989–1990       | Winnipeg Jets       | NHL             | 66          | 10          | 17          | 27          | 103         | 2           | 0           | 0           | 0           | 2           |             |          |
| 1990–1991       | New Jersey Devils   | NHL             | 78          | 11          | 9           | 20          | 79          | 7           | 1           | 1           | 2           | 16          |             |          |
| 1991–1992       | New Jersey Devils   | NHL             | 75          | 8           | 20          | 28          | 121         | 7           | 1           | 0           | 1           | 8           |             |          |
| 1992–1993       | Ottawa Senators     | NHL             | 70          | 9           | 7           | 16          | 101         | —           | —           | —           | —           | —           |             |          |
| 1993–1994       | Spelade ej.         | Spelade ej.     | Spelade ej. | Spelade ej. | Spelade ej. | Spelade ej. | Spelade ej. | Spelade ej. | Spelade ej. | Spelade ej. | Spelade ej. | Spelade ej. | Spelade ej. |          |
| 1994–1995       | Fife Flyers         | BHL             | 7           | 9           | 9           | 18          | 6           | 6           | 5           | 8           | 13          | 12          |             |          |
| NHL totalt      | NHL totalt          | NHL totalt      | 1009        | 229         | 348         | 577         | 2265        | 57          | 8           | 13          | 21          | 140         |             |          |
| WCHL/WHL totalt | WCHL/WHL totalt     | WCHL/WHL totalt | 140         | 108         | 141         | 249         | 442         | 42          | 14          | 29          | 43          | 118         |             |          |